# Ligiidae
Ligiidae là họ duy nhất trong phân thứ bộ Diplocheta. Các thành viên họ này phổ biến ở các bờ biển đá, ở các môi trường sinh sống tương tự nơi sinh sống của các loài Petrobius và Cyclograpsus. Họ này gồm có các chi sau:
- Caucasoligidium Borutzky, 1950
- Ligia Fabricius, 1798
- Ligidioides Wahrberg, 1922
- Ligidium Brandt, 1833
- Tauroligidium Borutzky, 1950
- Typhloligidium Verhoeff, 1918

## Hình ảnh

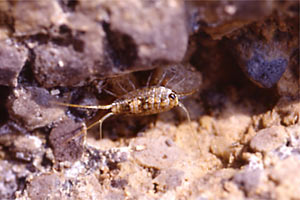
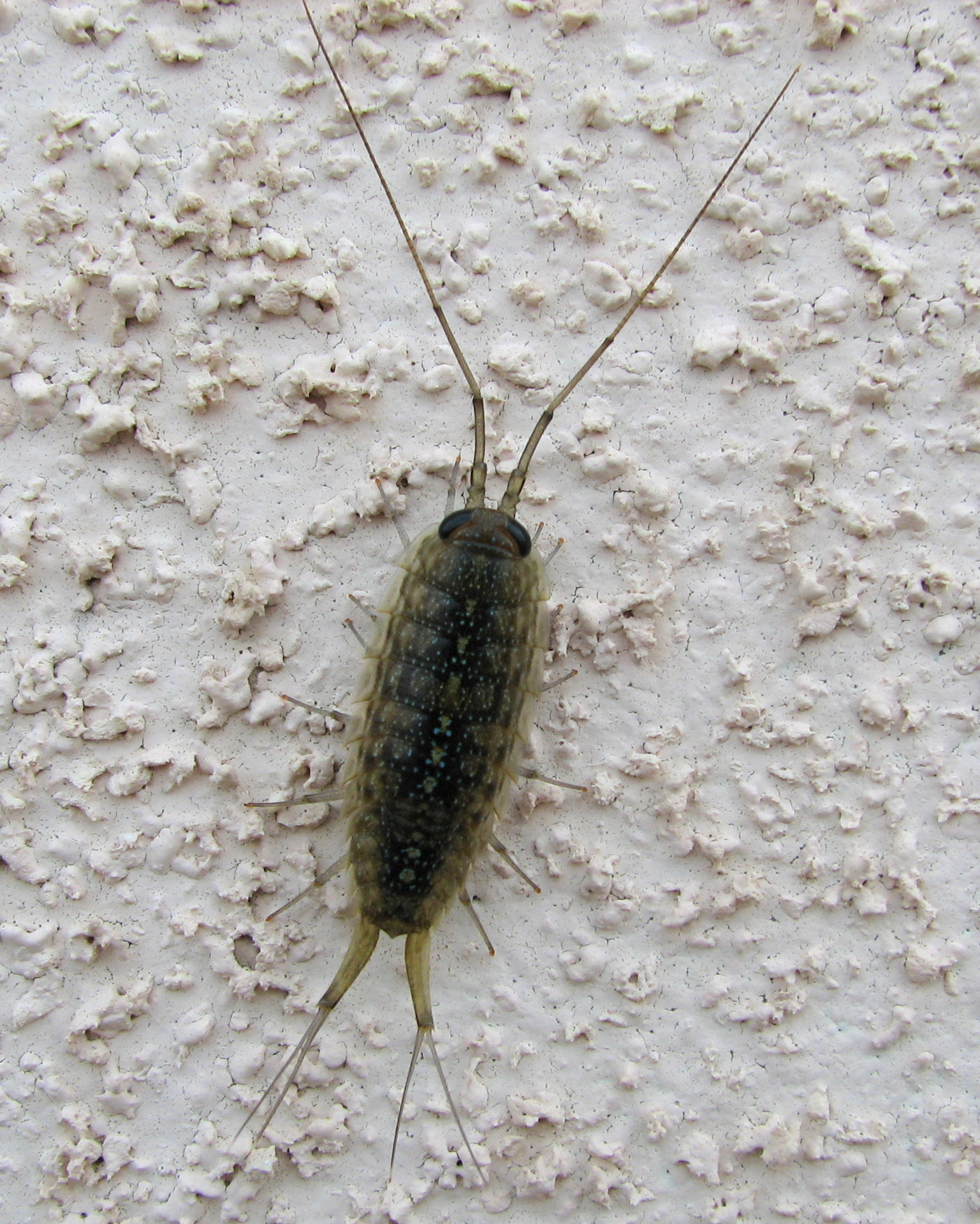